# شيندا خليل
شيندا خليل (27 أبريل 1986 - 27 ديسمبر 2014) ممثلة سورية من أصل كردي.

## عن حياتها
ولدت في يوم 27 أبريل 1986 في مدينة القامشلي في سوريا، درست المحاسبة في دمشق، مثلت في مسلسل من غير ليه في سنة 2008 وثم مثلت في مسلسلات غفلة الأيام و لورانس العرب و تحت المداس، عاشت سنواتها الأخيرة في الدنمارك كلاجئة بعد الحرب الأهلية السورية وقتلت هناك في يوم 27 ديسمبر 2014 من قبل شقيقها عن عمر يناهز 28 سنة.

## أعمالها
| سنة الإنتاج | اسم العمل      |
| ----------- | -------------- |
| 2010        | البقعة السوداء |
| 2010        | الزلزال        |
| 2010        | هي دنيتنا      |
| 2009        | تحت المداس     |
| 2009        | سفر الحجارة    |
| 2008        | غفلة الأيام    |
| 2008        | لورنس العرب    |
| 2008        | من غير ليه     |

## وصلات خارجية
- شيندا خليل على موقع قاعدة بيانات الأفلام العربية
- شيندا خليل على قاعدة بيانات الأفلام العربية

| أيقونة بذرة | هذه بذرة مقالة عن ممثل سوري أو ممثلة سورية بحاجة للتوسيع. فضلًا شارك في تحريرها. |